# Градини на Салустий
Градините на Салустий (на латински: Horti Sallustiani; на италиански: Giardini di Sallustio) са бивши градини в Рим на римския историк и политик Салустий (86 – 34 пр.н.е.)
Паркът се е намирал на север, извън стената на Рим до градска врата Порта Колина до хълма Квиринал и е имал формата на стадион или хиподрум.
Салустий получава парцела след убийството на Гай Юлий Цезар, на когото е принадлежал преди това. По времето на Тиберий паркът става собственост на императора. Там са живели Нерон, Диоклециан и Константин. Веспасиан и Аврелиан често са оставали в него, Нерва умира в парка.
В градините са се намирали различни сгради. През 184 пр.н.е. е построен храм на Венера Ерицина в северната част на по-късните градини, имало е обелиск на Салустий. Множеството статуи от градините днес се намират в сбирката на Людовизите.
Градините са ограбени от вестготите при тяхното разграбване на Рим през 410 г.